# Slavko Kvaternik
Slavko Kvaternik, född den 25 augusti 1878 i Moravice, död (avrättad) den 7 juni 1947 i Zagreb, var en kroatisk general och fascistisk politiker.
Tillsammans med Ante Pavelić deltog Kvaternik 1929 i grundandet av den kroatiska fascistiska och ultranationalistiska organisationen Ustaša. Efter att Ustaša kommit till makten med stöd från Nazityskland och utropat den Oberoende staten Kroatien 1941 tillträdde Kvaternik som överbefälhavare samt minister för Kroatiens väpnade styrkor, en position han innehade fram till 1943; under denna period var han en av nyckelpersonerna i Förintelsen av bl.a. judar, romer och serber i Kroatien. Efter andra världskrigets slut greps han av USA:s armé, överlämnades till de jugoslaviska myndigheterna och avrättades 1947.